# Batalla de Gandía
La batalla de Gandía o batalla del Vernisa fue una batalla librada entre las tropas de las agermanadas y el ejército del virrey Diego Hurtado de Mendoza y Lemos el 25 de julio de 1521, en el río Vernisa, en las inmediaciones de Gandía, derivando en el saqueo de esta. 

## La batalla

### Preámbulos
Durante los primeros meses de 1521 la rebelión se había extendido por todo el reino y había triunfado principalmente en ciudades como Valencia o Játiva y a través de la zona de Albaida fijaron su nuevo objetivo en Gandía.

### Contendientes y efectivos

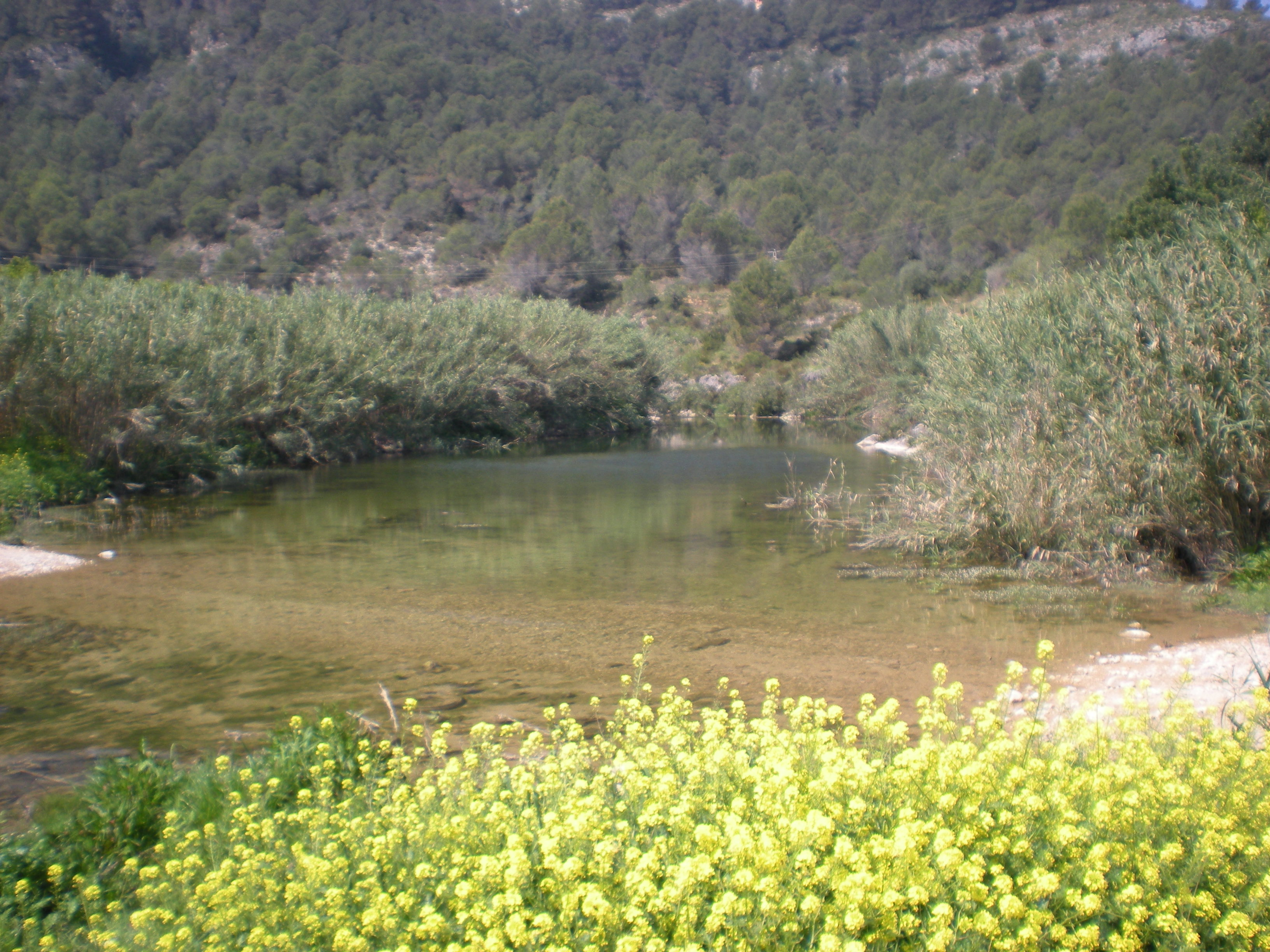
El río Vernisa

El día 25 de julio las tropas realistas salieron de Gandía apoyadas por el duque Juan de Borja y Enríquez de Luna hacia donde se conocía que estaban acampados los agermanados en Palma de Gandía y Ador. 
Las tropas del virrey estaban compuestas por más de 120 nobles y unos 250 caballeros, 450 hombres de caballo y 2000 de pie. La mayoría eran mercenarios: 700 moros, 600 manchegos, y 200 catalanes, un número indeterminado de castellanos que habían participado en la Guerra de las Comunidades de Castilla contra los ejércitos del rey Carlos I, 16 piezas de artillería y un artillero. 
Por su parte, las tropas agermanadas contaban con alrededor de 1000 hombres y estaban armadas con ballestas, espadas y piezas de artillería comandadas por Vicent Peris.

### Orden de batalla
Las tropas realistas, en movimiento desde Gandía, se toparon con los agermanados en el río Vernisa y estos estaban preparados. 
La disposición táctica agermanada quedó organizada en dos grupos, una facción en la ribera del río Vernisa y otra bajo el azud de Palma.
La artillería agermanada estuvo más acertada que la realista y perpetró un severo castigo a la caballería enemiga mientras que esta apuntó demasiado alto debido al calibre de los proyectiles por lo que no infligieron prácticamente daños a los agermanados. La infantería realista recibió dos impactos de la artillería agermanada en uno de sus escuadrones, por lo que optó por la retirada táctica, debido a la traición por parte del artillero y los comuneros del ejército realista, que traicionaron al Virrey y no inflingieron daño a los agermanados. La elección por parte de Vicente Peris de plantear la batalla en una zona repleta de árboles y numerosas acequias perturbó la maniobrabilidad de la caballería que quedó inoperable. Sumado a esto, parte de las tropas del virrey, abandonaron sus posiciones y se dedicaron a saquear Gandía y los pueblos de alrededor.

### Consecuencias

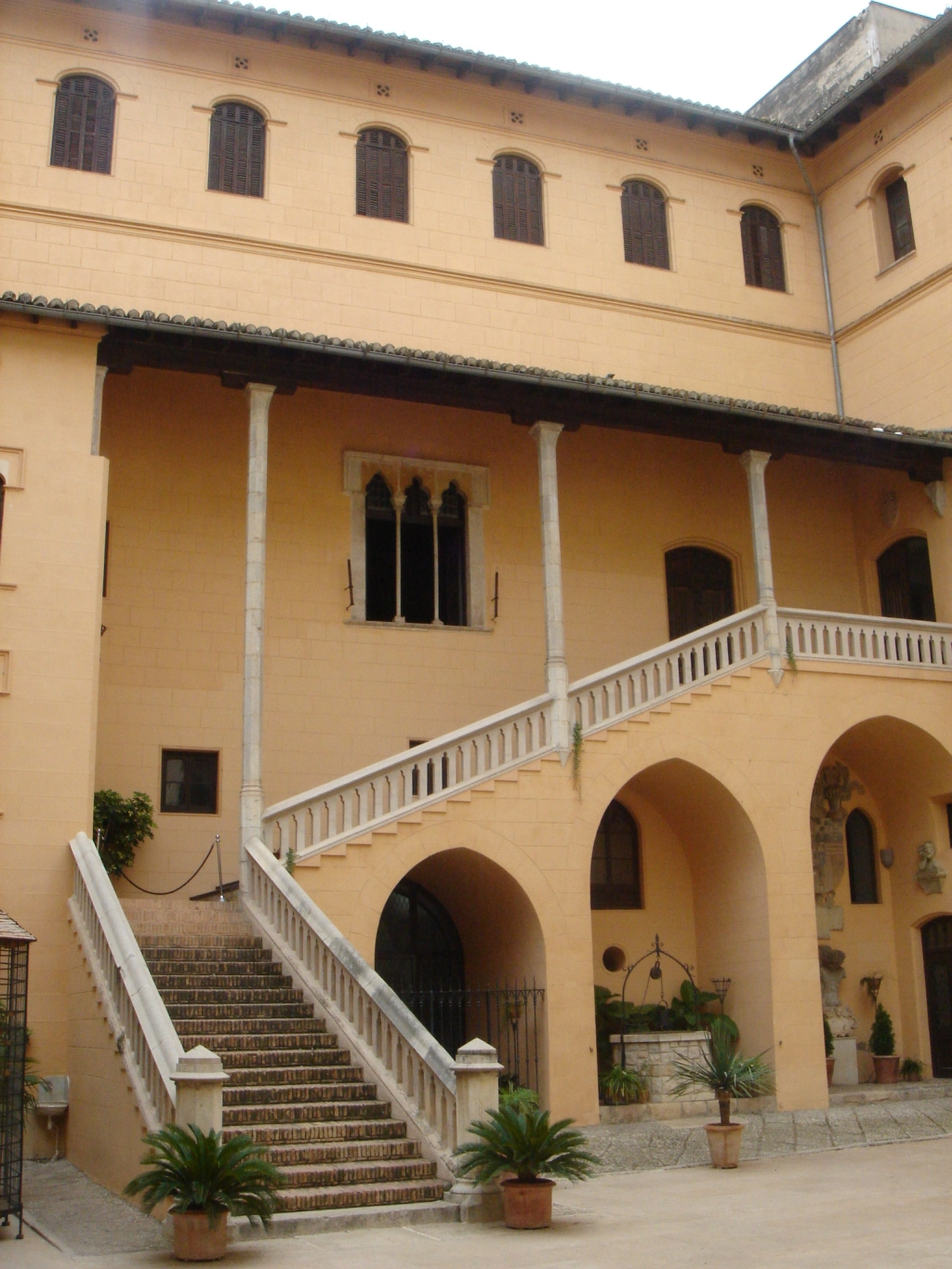
Patio de armas del Palacio Ducal de Gandía saqueado tras la batalla

Tras la batalla y facilitado por el hecho de la huida del duque a Denia donde le esperaba una nave genovesa,  en dirección a Peñíscola los agermanados saquearon la villa y la huerta de Gandia, pretendieron violar a monjas y bautizaron a la fuerza los musulmanes de la Safor, la Marina y la Costera, lo que posteriormente acarreó graves consecuencias.
La huida en condiciones deplorables y con prácticamente lo puesto de la familia ducal, entre ellos, Francisco, futuro San Francisco de Borja probablemente influyeron en la ampliación de las murallas de la ciudad años después llevadas a cabo por el IV duque de Gandía. 
En cuanto a repercusiones exteriores, la batalla de Gandía supuso la única victoria en batalla campal de los agermanados y marcó un punto de inflexión en las demandas de los agermanados, que pasaron de tener un componente principalmente reivindicativo en la política local de la Ciudad de Valencia a un cierto componente más popular y de lucha de clases.
A la semana de la batalla, la Junta de los Trece (formada inicialmente por la facción más moderada e impulsora de la revuelta) dimitió al ver que la situación se había desbordado completamente. Los agermanados comenzaron una serie de disputas internas que los debilitaron rápidamente y en sólo un poco más de un mes todo el sur del Reino de Valencia cayó en manos realistas (desde Alicante a Onteniente).

## Legado
Actualmente no existe ningún monumento que recuerde este acontecimiento histórico pero se sabe que hasta 1936 hubo un monolito, La Creu Blanca, en el convento del Sagrado Corazón de Jesús en honor a los que defendieron sus derechos y libertades.
Por otra parte, una de las vías más importantes de la ciudad de Gandía recibe el nombre de paseo de las Germanías en memoria por este hecho histórico. 

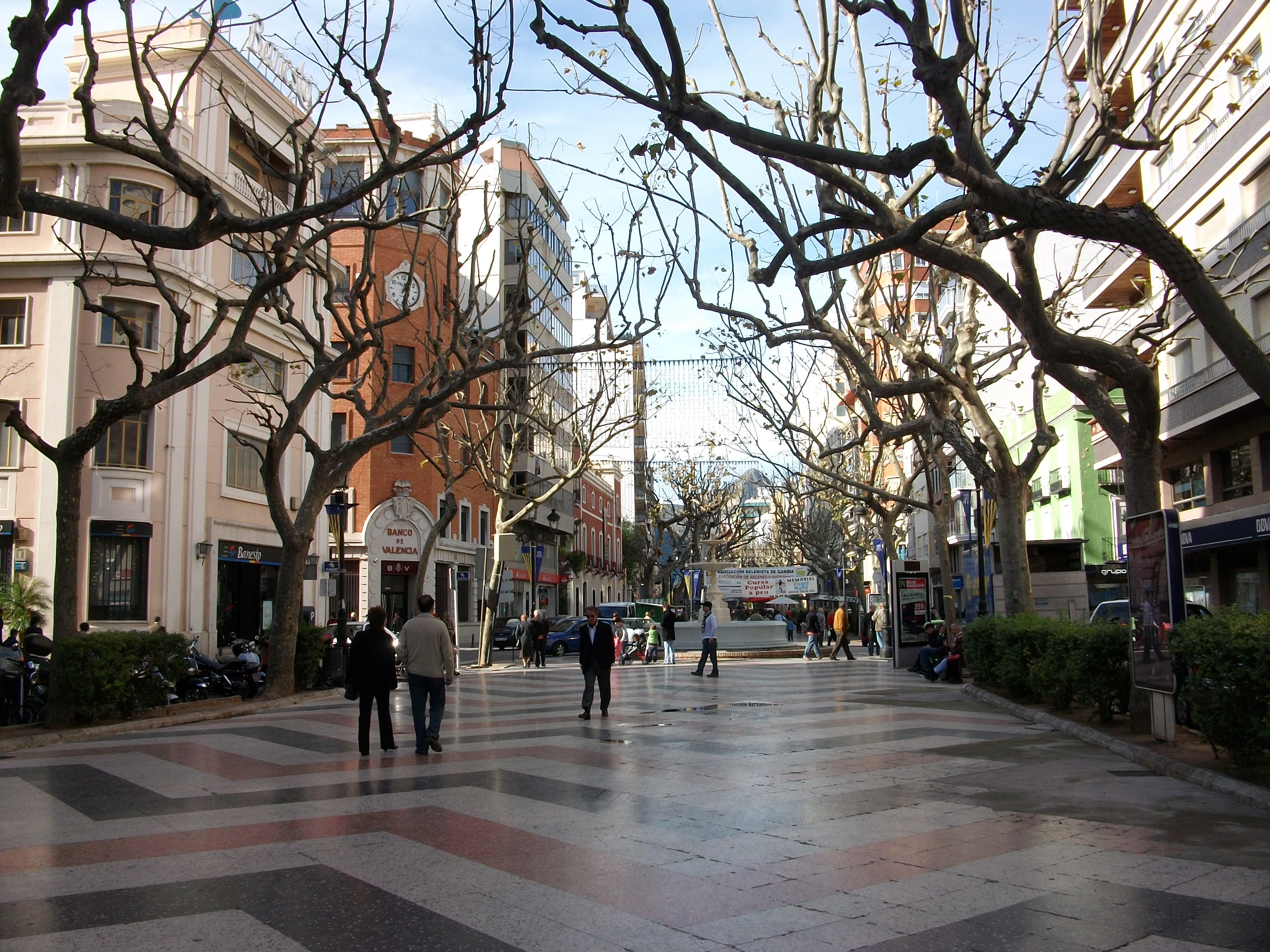
Paseo Germanías de Gandía